# Кротевич Євген Володимирович
Кротевич Євген Володимирович (22 листопада (5 грудня) 1901, с. Павлівка, тепер Звенигородського району Черкаської області — 12 липня 1979, Київ) — український мовознавець і педагог, професор з 1958.

## Біографія
Закінчив екстерном 1930 Київський ІНО.
Працював у вузах Алма-Ати (1932–1945), Львова (1945–1961) і Київському університеті (1961).

## Наукова діяльність
Досліджував проблеми загального мовознавства, синтаксису, термінології, лексикографії російської та української мов, а також лексикології і методики викладання російської та казахської мов.
Основні праці:
- «Робота над словом (лексичні гнізда)» (1939, рос. мовою),
- «Синтаксичні відношення між словами і способи їх вираження в російській та українській мовах» (1949, рос. мовою),
- «Будова складнопідрядного речення» (1951),
- «Словосполучення і його роль в реченні» (1952, рос. мовою),
- «Речення та його ознаки» (рос. мовою),
- «Способи вираження підрядного зв'язку» (обидві — 1954),
- «Синтаксичні відношення між членами словосполучення і речення»,
- «Словосполучення як будівельний матеріал речення» (обидві — 1956, рос. мовою).

Співавтор і відповідальний редактор «Словника лінгвістичних термінів» (1957) та ін.